# キビタイシメ
キビタイシメ (Hesperiphona vespertina) は、鳥綱スズメ目アトリ科Hesperiphona属（シメ属Coccothraustesに分類する説もあり）に分類される鳥類。

## 分布
アメリカ合衆国、カナダ南部、メキシコ
Acer negundoの植林や獲物となる昆虫の増加に伴い、19世紀から1920年にかけて分布域が東へ拡大したと考えられている。

## 分類
以前はシメ属に分類する説もあった。2012年に発表されたアトリ科93種のミトコンドリアDNA・核DNAの分子系統解析ではイカル属Eophona・シメ属・本種を含むHesperiphona属・ハジロクロシメなどを含むMycerobas属は近縁で、ミトコンドリアDNAの分子系統解析ではHesperiphona属が、核DNAの分子系統解析ではイカル属がシメ属の姉妹群という解析結果が得られている。2019年の時点でClements Checklist (v2019)では、本種をシメ属に分類する説を採用している。
以下の亜種の分類・分布は、IOC World Bird List(v 10.2)に従う。
Hesperiphona vespertina vespertina (Cooper, 1825)
アメリカ合衆国北東部、カナダ中部および東部
Hesperiphona vespertina brooksi Grinnell, 1917
アメリカ合衆国北西部、カナダ西部
Hesperiphona vespertina montana Ridgway, 1874
アメリカ合衆国南西部からメキシコ南西部にかけて

## 人間との関係
2018年の時点で、生息数が数十年間で激減したと考えられている。減少の原因は不明であるが、獲物の減少、窓への衝突、感染症などによる可能性が示唆されている。